# Spirama prunicolora
Spirama prunicolora är en fjärilsart som beskrevs av George Francis Hampson 1910. Spirama prunicolora ingår i släktet Spirama och familjen nattflyn. Inga underarter finns listade i Catalogue of Life.